# خواكين لوبيز (لاعب كرة قدم)
خواكين لوبيز (بالإسبانية: Joaquín López)‏ هو لاعب كرة قدم أرجنتيني في مركز الهجوم، ولد في 6 يناير 1995 في الأرجنتين. لعب مع نادي غيلانغ إنترناشونال.